# Машинобудівник (Дружківка)
Футбольний клуб «Машинобудівник» — український футбольний клуб з міста Дружківки Донецької області.

## Всі сезони в незалежній Україні
| Сезон   | Чемпіонат     | Чемпіонат | Чемпіонат | Чемпіонат | Чемпіонат | Чемпіонат | Чемпіонат | Чемпіонат | Кубок       | Кубок | Кубок | Кубок | Кубок | Кубок | Кубок | Примітка                                           |
| Сезон   | Ліга          | Місце     | І         | В         | Н         | П         | М         | О         | Етап        | І     | В     | Н     | П     | М     | О     | Примітка                                           |
| ------- | ------------- | --------- | --------- | --------- | --------- | --------- | --------- | --------- | ----------- | ----- | ----- | ----- | ----- | ----- | ----- | -------------------------------------------------- |
| 1999/00 | Друга Група В | 8 з 14    | 26        | 11        | 5         | 10        | 22−31     | 38        | —           | —     | —     | —     | —     | —     | —     |                                                    |
| 2000/01 | Друга Група В | 12 з 16   | 30        | 8         | 10        | 12        | 29−32     | 34        | 1/16 фіналу | 1     | 0     | 1     | 0     | 1−1   | 1     |                                                    |
| 2001/02 | Друга Група В | 6 з 18    | 34        | 15        | 11        | 8         | 42−30     | 56        | 1/16 фіналу | 5     | 1     | 0     | 4     | 3−12  | 2     | знявся із змагань до початку наступного чемпіонату |
| Всього  | Друга         | 3 сезони  | 90        | 34        | 26        | 30        | 93−93     | 94        | >2 сезони   | 6     | 1     | 1     | 4     | 4−13  | 3     |                                                    |

## Відомі гравці
Сергій Сизихін